# ペパーミントソーダ
『ペパーミント ソーダ』（フランス語原題： Diabolo menthe）は、ディアーヌ・キュリスが共同脚本・監督を務めた1977年の青春映画である。この自伝的映画は彼女の監督デビュー作であり、 1977年のカンヌ映画祭でルイ・デリュック賞を受賞した。
この映画は、1963年から1964年にかけての一年間の10代の姉妹の生活を追ったもので、タイトルは妹アンヌがカフェで注文する大人向けといわれるペパーミントソーダから名付けられている。
映画の舞台となる高校はパリのリセ・ジュール・フェリー校。この映画は、監督のキュリスの体験に基づいており、「いまだにオレンジ色のセーターを返してくれない妹のために」というタイトルカードで始まる。

## あらすじ
1963 年、夏休みの終わり、アンヌ(エレオノール・クラーワイン)は姉のフレ デリック(オディール・ミシェル)とボーイフレンドがビーチでいちゃついているのを横目に、一人海辺を去る。クリフ・リチャードの「リビング・ドール」が ラジオから流れている。夏休み最終日、姉妹は駅で父親に見送られる。
新学期初日、母親(アヌーク・フェルジャック)は彼女たちを学校へと送り出す。どうやらアンヌはクラス分けを心配している模様。二人は厳格な女子校リセ・ ジュール・フェリー校に通っているのだ。
ある日アンヌは姉とボーイフレンドのマルクの間で交わされた手紙を盗み見する。知ってか知らぬか姉はマルクからの手紙を親友のミュリエルに預かってもらうことにした。早速アンヌはクラスメートにはマルクが自分のボーイフレンドだと嘘をつく。最近友人たちはセックスについて興味津々で、とんでもない知識不足ながらも真面目に語り合うのだった。
アンヌは授業もどこかうわの空でとにかく成績が悪く、美術の授業で描いた絵が下手だと先生にからかわれる始末。この頃のアンヌは生理が来るのを待ち遠しく思っている。それは女性としての成熟を意味するからだ。そのため、実際には生理が始まっていないのに、生理痛があるふりをして授業をさぼる。テストの課題は姉の答案を丸写しして提出するも、あっさりばれて0 点に。それでもアンヌ は小遣いが安いことや学校のみんなが履いているストッキングを母親が買ってくれないことに腹を立て、さらには集団でカンニングしたり自信のない教師への冷酷な仕打ちをしたりととにかく問題ごとばかりを引き起こし、ついに教頭を決定的に怒らせる。むしゃくしゃしているアンヌにも行動に出る時がやってきた。母親のストッキングをこっそり履いて、学校に呼び出しを受けていた友人とカフェに繰り出したのだ。しかし、そこで姉に遭遇し、今度は姉にカフェを追い出されてしまう。そして、とうとう母親にこのままでは寄宿学校送りと宣言されることになる。
冬休み前、アンヌの元に久しぶりに父親が訪ねてきた。姉妹で食事に出かけ、三人でスキーに行く約束をした。父との関係はぎこちないが、とにかくアンヌは母親のボーイフレンドが嫌いなのだ。
冬休みが明けると姉と一緒に映画館で「大脱走」を見に行く。それは、大人が見る映画なのだ。そしてアンヌにとっては待望の初潮がやってきた。妹を子供扱いする姉は一人でダンスパーティーへと行きたがるが、姉妹で行くのが条件と母に言われ、二人で行くことに。どうやら最近成績が下がってきていることも原因 らしい。姉は妹と違って成績も優秀で優等生のはずだが、ここにきて変化が訪 れているのだった。姉のクラスでは、パスカルという女の子が、極右過激派のテ ロに対する平和的な抗議デモが警察によって、強制的に解散させられ死者がで たという、恐ろしい話をした。
今までの彼女にとって仲の良い友人といえば上流階級育ちのペリーヌとマルク からの手紙を預かってくれたミュリエルだが、フレデリックの交友関係も新た な局面を迎える。ある日ミュリエルが家出したのだ。マルクとのキャンプをやっ とのことで母から許しをもらい、二人で出かけていたが、何やら二人の雲行き が怪しくなっていたそんな矢先の出来事だった。
そんななか、フレデリックは校門の前に反共産主義、反ユダヤ主義者が押しか ける騒ぎを目撃する。ユダヤの血が流れているフレデリックにとってそれは衝 撃的な事件であった。彼女の興味の対象は、政治的なものに移っていく。母親 からは政治に関わるなと釘を刺されるが、遂には謹慎処分を受けることに。
春も近いある日、母と娘たちは洋服を買いに行くが、帰り道アンヌは何の気な しに理髪店の軒先で商品を万引きしてしまう。激怒する母と泣きじゃくるアン ヌ。フレデリックはアンヌを「ママを心配させないで」と優しく諭すのだった。
フレデリックは学校に戻りミュリエルと再会する。彼女は今までボーイ フレンドと農場で暮らしていたことを明かし、校庭で学校への抗議を大声で叫 ぶとともに退学する。
学校では演劇祭の準備が始まった。今年の出し物はモリエールの「女学者」。主 演のヴァジウスをパスカルが演じ、えせ学者ツリソッタンをフレデリックが演 じることに。二人の距離は縮んでいく。数ヶ月前まで仲良くなかったのに、友 人関係が変わるのは不思議とパスカルは言う。演劇発表会の日、観客席には、母親とボーイフレンドとアンヌが座っていた。「女 学者」は大成功。父親も一人でやってきていたが、舞台裏でフレデリックを祝 福する一群に混じることはなかった。
そしてまた夏休みがやってきた。姉妹は母親に見送られ、海辺の父親の元へと 列車に乗る。 

## キャスト
- Éléonore Klarwein [fr] as Anne / アンヌ：エレオノール・クラーワイン
- Odile Michel [fr] as Frédérique / フレデリック：オディール・ミシェル
- Anouk Ferjac as Mme Weber / 母：アヌーク・フェルジャック
- Michel Puterflam [fr] as M. Weber / 父：ミシェル・ピュテルフラム
- Yves Rénier as Philippe / フィリップ：イヴ・レニエ
- Marie-Véronique Maurin [fr] as Muriel / ミリュエル：マリー＝ヴェロニク・モーラン
- Corinne Dacla [fr] as Pascale / パスカル：コリンヌ・ダクラ
- Coralie Clément [fr] as Perrine / ペリーヌ：コラリー・クレマン
- Robert Rimbaud [fr] as M. Cazeau
- Valérie Stano as Martine
- Anne Guillard as Sylvie
- Véronique Vernon as Evelyne
- Dora Doll as the Gymnastics teacher
- Françoise Bertin as the French teacher
- Jacqueline Doyen as Mlle. Petitbon
- Tsilla Chelton as the matron
- Nadine Alari as Mme censor
- Dominique Lavanant as the Maths teacher
- Marthe Villalonga as the English teacher
- Jacques Rispal as the school janitor
- Thérèse Quentin as Mlle Dumas

## プロダクション
ディアーヌ・キュリスは監督経験がなく、「カメラを持ったことも、写真を撮ったこともなかった、」と語っている。「当時、映画監督のほとんどが男性であり、思春期の少年を描いた映画はたくさんあったけれど、女の子とその成長を描いた映画はほとんどなかった、ちということに気づいた。私は自分の思い出からこの映画を作ろうと決めた」と語った。
キュリスは「ただ思春期を幸せな時期として描きたくはなかった。13歳の女の子が、たとえストッキング1枚でも必死に欲しがり、そのことを誰にも理解されないのはつらいことだ、ということを示したかった」と語る
キュリスは、ゴーモンの支援に加えて、助成金プログラムを通じて映画の資金の一部を受け取った。「ゴーモンは予想通りこの映画に非常に懐疑的でしたが、当時、私にはエネルギーと確信があったので、最終的には『彼女は頭がおかしいのかもしれないが、試してみよう』と彼らに説得することができたのです」と語っている。 
キュリスは、若い頃の自身の経験を基に、自分が通っていたリセを舞台にし、登場人物の一部を実在の姉と自分自身に基づいて作った。撮影は1977年8月に始まった。
撮影中、エレオノール・クラーワインは彼女の役と同じ年齢だった。演技経験のなかったクラーワインは、撮影で最も難しかったシーンを次のように回想している。
「まず、生理中のシーン。現実には生理がなかったので。次に、姉と一緒にお風呂に入って、姉が私の口につま先を入れるシーン。気持ち悪かった。その上、バスタブで上半身裸になったのも恥ずかしかった。そして姉が私をソファから落とすシーン。そこで怪我をしてしまった。」
この映画の音楽はイヴ・シモンが作曲した。シモンはフランスでヒットしたタイトル曲「ディアボロ・マント」を提供した。
ペパーミント・ソーダは1977年12月14日にフランスで公開され、公開第1週で7万人の観客を動員する興行成績を記録し不朽の名作となった。
この映画は、同様の時代を舞台にしたフランスの成長物語である。 1977年のカンヌ映画祭でルイ・デリュック賞を受賞した。
北米では1979年7月15日に公開され、ここでも好評を博した。ニューヨークタイムズのジャネット・マスリンは、この映画を「巧妙で、非常に魅力的な映画」であり、「その無邪気さの中に甘く明るい」と評した。キュリスは1980年の映画『カクテル・モロトフ』でアンの物語を続け、これは1968年を舞台にした姉妹作である。

### デジタル2K修復版リリース
2018年公開40周年を記念してコーエン映画コレクションによってデジタル修復された。 修復版について、ロサンゼルス・タイムズのロバート・アベールは「ペパーミントソーダは、夏に涼しい名前の通り、子供時代を象徴する飲み物であり、記憶を呼び起こすような爽快感がある。キュリスのあの手探りで成長していく時代への愛着は、鋭い洞察力を持つ新しい映画製作者の才能を告げた時と同じように、今日でも新鮮だ。特に、愛情を込めて引き出した思い出の下には、アンヌとフレデリックの物語に深い意味を与える、賞賛、苛立ち、警戒といった揺るぎない姉妹の絆があるからだ」と書いている。2K修復版は2019年2月12日にBlu-rayで発売された。

## 日本での公開
「ペパーミントソーダ 4K修復版」は映画配給プロダクション リップルVによって2024年12月13日に日本初公開された。

## 参照
1. ↑  “"Diabolo Menthe": l'histoire douce-amère d'un film culte” (フランス語). Vanity Fair (France). (20 June 2017) 2022年2月26日閲覧。.
2. ↑  “Diabolo menthe (1977)” (フランス語). JP Box-Office. Template:Cite webの呼び出しエラー：引数 accessdate は必須です。